# William de Clare
Sir William de Clare (* 1228; † Juli 1258) war ein englischer Ritter.
William de Clare entstammte der anglonormannischen Familie Clare. Er war der zweite Sohn von Gilbert de Clare, 4. Earl of Hertford und von Isabel Marshal. Sein Vater starb bereits 1230, und seine Mutter heiratete sechs Monate nach dem Tod ihres Mannes Richard von Cornwall, den Bruder von König Heinrich III. Über die Jugend von William ist nichts bekannt. William blieb unverheiratet und zeitlebens ein enger Unterstützer seines älteren Bruders Richard, 5. Earl of Hertford. Anlässlich des Ritterschlags von William veranstaltete Richard 1247 ein großes Turnier. 1248 übergab ihm sein Bruder zur lebenslangen Nutzung kleinere Güter in Hampshire und Norfolk, darunter Wells und Warham. In den nächsten Jahren begleitete William seinen Bruder häufig auf dessen Reisen, u. a. nach Frankreich, dabei nahmen sie häufig an Turnieren teil.
Sein Bruder Richard gehörte 1258 zum Kern einer Adelsopposition gegen den König, die im Juni 1258 durch die Provisions of Oxford die Macht in England ergriff. Durch den Einfluss seines Bruders wurde William Verwalter von Winchester Castle. Im Juli frühstückte er zusammen mit Richard und dem Thronfolger Eduard, als sie offensichtlich Gespräche über die politische Lage führten. Sowohl Richard wie auch William erkrankten nach dem Mahl schwer, William starb wenig später. Angeblich wurde er von Walter de Scoteny, dem Seneschall seines Bruders, auf Veranlassung der poitevinischen Halbbrüder von König Heinrich III. vergiftet, doch diese Behauptung ist höchstwahrscheinlich falsch. Wahrscheinlicher war eine Lebensmittelvergiftung der Grund für Williams Tod.  Er wurde in Dureford Abbey in Sussex begraben. Walter de Scoteny wurde wegen Mordes angeklagt, verurteilt und hingerichtet.